# Pu Wei
Pu Wei (20 de agosto de 1980) é uma ex-futebolista chinesa que atuava como defensora.

## Carreira
Pu Wei integrou o elenco da Seleção Chinesa de Futebol Feminino, nas Olimpíadas de 2000, 2004 e 2008, três mundiais e foi capitã da seleção nacional, encerrou a carreira em 2014, em um amistoso frente a Coreia do Norte. 